# Сордаріоміцети
Сордаріоміцети (Sordariomycetes) — клас грибів відділу Аскомікотові гриби (Ascomycota). Клас складається з 15 порядків, 64 родин, 1119 родів та 10 564 видів. Спори утворюються в асках плодових тіл типу апотеції. Представники цієї групи можуть рости в ґрунті, гної, опалому листі, та гнилій деревині, є серед них також паразити комах, людини та рослин.

## Класифікація

### Класи та порядки
Hypocreomycetidae

Coronophorales
Hypocreales
Melanosporales
Microascales
Sordariomycetidae

Boliniales
Calosphaeriales
Chaetosphaeriales
Coniochaetales
Diaporthales
Magnaporthales
Ophiostomatales
Sordariales
Xylariomycetidae

Xylariales
Incertae sedis

Koralionastetales
Lulworthiales
Meliolales
Phyllachorales
Trichosphaeriales

### Родиниincertae sedis
- Annulatascaceae(інші мови)
- Apiosporaceae(інші мови)
- Batistiaceae
- Glomerellaceae(інші мови)
- Jobiellaceae(інші мови)
- Kathistaceae(інші мови)
- Magnaporthaceae(інші мови)
- Obryzaceae(інші мови)
- Papulosaceae(інші мови)
- Plectosphaerellaceae(інші мови)
- Thyridiaceae(інші мови)
- Vialaeaceae(інші мови)

### Родиincertae sedis
!08 родів цього класу малодосліджені та не розміщені у жодну родину:
Abyssomyces — Acerbiella — Acrospermoides — Ameromassaria — Amphisphaerellula — Amphisphaerina — Amphorulopsis — Amylis — Anthostomaria — Anthostomellina — Apharia — Apodothina — Apogaeumannomyces — Aquadulciospora — Aquamarina — Aropsiclus — Ascorhiza — Ascoyunnania — Assoa — Aulospora — Azbukinia — Bactrosphaeria — Barrina — Biporispora — Bombardiastrum — Brenesiella — Byrsomyces — Byssotheciella — Caleutypa — Calosphaeriopsis — Caproniella — Chaetoamphisphaeria — Ciliofusospora — Clypeoceriospora — Clypeosphaerulina — Cryptoascus — Cryptomycina — Cryptovalsa — Cucurbitopsis — Curvatispora — Dasysphaeria — Delpinoëlla — Diacrochordon — Dontuzia — Dryosphaera — Endoxylina — Esfandiariomyces — Frondisphaera — Glabrotheca — Heliastrum — Hyaloderma — Hydronectria — Hypotrachynicola — Immersisphaeria — Iraniella — Khuskia — Konenia — Kravtzevia — Kurssanovia — Lecythium — Leptosacca — Leptosphaerella — Leptosporina — Lyonella — Mangrovispora — Melomastia — Microcyclephaeria — Mirannulata — Monosporascus — Myrmecridium — ?Naumovela — ?Neocryptospora — Neolamya — Neothyridaria — Oceanitis — Ophiomassaria — Ornatispora — Pareutypella — Phomatospora — Phyllocelis — Plectosphaerella — Pleocryptospora — Pleosphaeria — Pontogeneia — Porodiscus — Protocucurbitaria — Pulvinaria — Pumilus — Rehmiomycella — Rhamphosphaeria — Rhizophila — Rimaconus — Rhopographella — Rhynchosphaeria — Rivulicola — Romellina — Saccardoëlla — Sarcopyrenia — Sartorya — Scharifia — Scoliocarpon — Scotiosphaeria — Servaziella — Sporoctomorpha — Stearophora — Stegophorella — Stellosetifera — Stomatogenella — Strickeria — Sungaiicola — Synsphaeria — Tamsiniella — Thelidiella — Thyridella — Thyrotheca — Trichospermella — Trichosphaeropsis — Vleugelia — Zignoina